# Ursatz

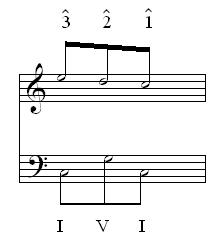
In Noten gesetzter Ursatz, bestehend aus Urlinie mit Bassbegleitung (Terzzug aus Schenkers Reduktionsanalyse)

 Der Ursatz bezeichnet die Struktur in Stücken der tonalen Musik in der Reduktionsanalyse von Heinrich Schenker. Der Ursatz ist die reduzierteste Form der Darstellung von Musik.
In Schenkers Theorie liegt jedem tonalen Werk eine solche Struktur zugrunde, wobei es meist ein Terzzug (siehe Bild) oder ein Quintzug ist. Diese Struktur kann dann auf verschiedenste Weise ausgearbeitet werden. Als Urlinie bezeichnet man die Linie der Oberstimme allein, als Ursatz die Urlinie mit dem Bass.